# Línea 4L del TRAM Metropolitano de Alicante
 Puerta del Mar - Sangueta | Lanzadera Puerta del Mar
La lanzadera 4L del TRAM Metropolitano de Alicante discurría íntegramente por el término municipal de Alicante, conectando la red del TRAM con el frente marítimo de la capital y su Casco Histórico. De esta forma posibilitaba que se pueda acceder a la Playa del Postiguet, el Puerto de Alicante o la Explanada de España,por ejemplo. Siendo su parada más céntrica le de Puerta del Mar. Realizando el trayecto en 4 minutos con un servicio cada media hora, con los tranvías Flexity de Bombardier.
Esta línea tenía conexión, en la parada de Sangueta, con la línea 1, la línea 3 y la línea 4. No tenía conexión ni con la línea 9 ni con la línea 2 (que habría que hacer dos trasbordos para poder llegar a ella, uno en Sangueta y otro en MARQ-CASTILLO).
El 1 de julio de 2013 dejó de dar servicio.

## Datos de la línea
- Longitud: 1,359 km
- Plataforma tranviaria total: 1,359 km , 3 estaciones.
- Plataforma ferroviaria total: 0 km, 0 estaciones.
- Velocidad comercial: 20 km/h

## Estaciones y apeaderos
| Nombre de estación/apeadero | Municipio | Correspondencias | Servicios           |
| --------------------------- | --------- | ---------------- | ------------------- |
| Puerta del Mar              | Alicante  |                  | Servicios adaptados |
| La Marina                   | Alicante  |                  | Servicios adaptados |
| Sangueta                    | Alicante  |                  | Servicios adaptados |

## Evolución del tráfico
| Año       | 2009 | 2010 | 2011 | 2012 | 2013 |
| --------- | ---- | ---- | ---- | ---- | ---- |
| Pasajeros |      |      |      |      |      |

## Historia
El tramo La Marina-Sangueta fue concebido como una prolongación de la línea 1 (el histórico Trenet de la Marina) para acercar más a los viajeros al centro de la ciudad. Pero finalmente, cuando se desviaron todas las líneas por el túnel urbano hasta Luceros, se construyó el tramo de unión de Sangueta-La Marina y se creó este servicio para conectar las líneas con el anterior final del trazado.
El 1 de julio de 2013 dejó de dar servicio.
Este tramo volvió a funcionar en verano de 2019 tras 6 años sin servicio formando parte de la línea 5, conectando la fachada marítima de Alicante con la playa de San Juan, recuperando así el servicio prestado antaño por la línea 4L.